# Castell de Peralta
El Castell de Peralta és un castell del nucli de Santa Susanna de Peralta, en el municipi de Forallac (Baix Empordà), declarat bé cultural d'interès nacional.

## Descripció
Té una torre de planta rectangular i notables murs, obra dels segles xi al xiv.

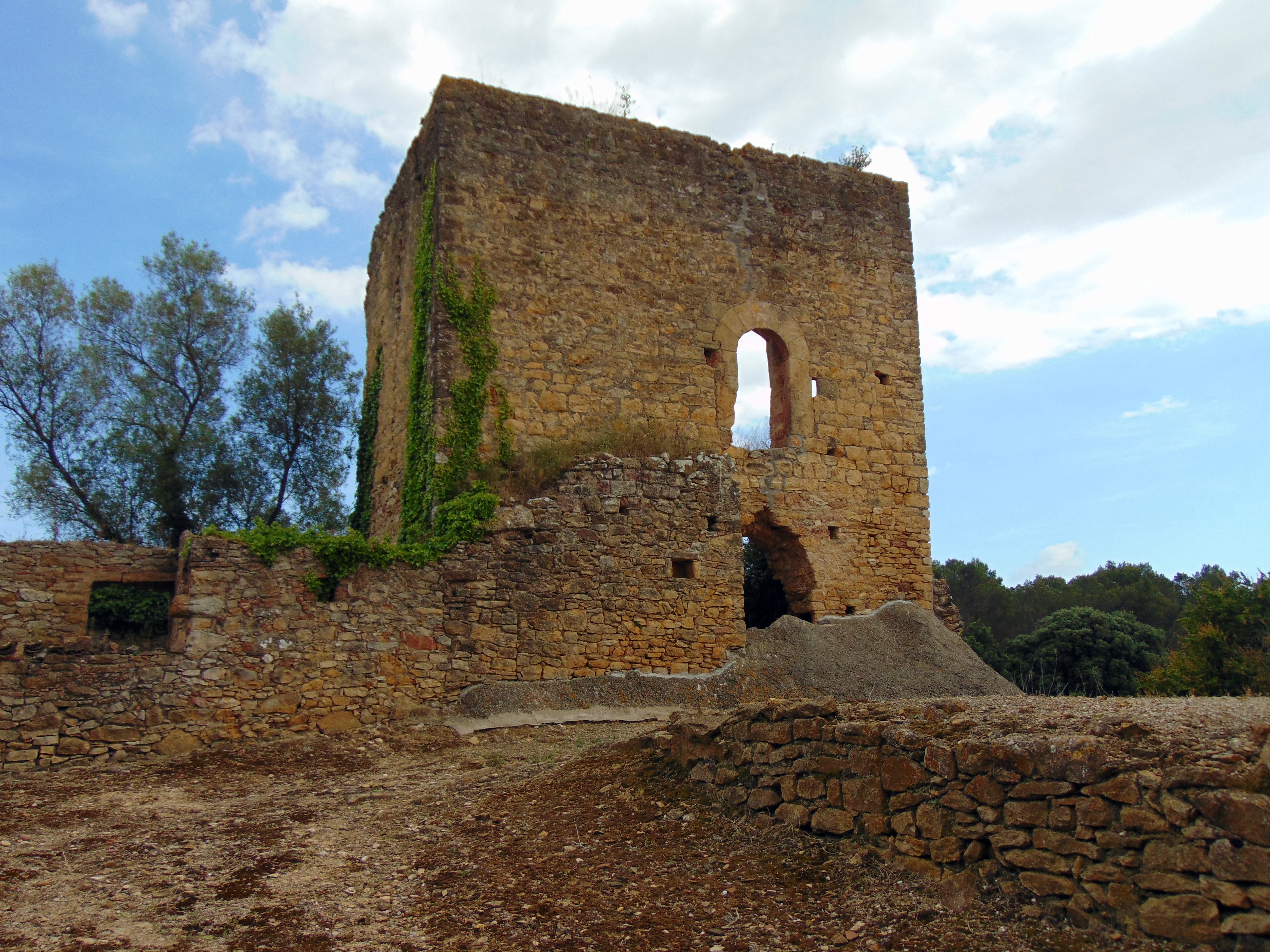
Torre del castell

El castell s'aixecava sobre un pujol rocós de poca elevació. La part més vistent encara és la torre de l'homenatge, però es troba en molt mal estat. És de planta rectangular; només conserva una de les voltes de canó, la inferior, de les dues que posseïa. Al mur de ponent hi ha una porta adovellada al nivell de la segona planta. El mur de migdia s'ha enderrocat i la torre és esberlada i en perill d'ensulsiada total. La construcció és de carreu lligat amb morter. El castell devia tenir una planta simple. Del recinte murat que encerclà la torre els testimonis més evidents són a ponent on es manté en uns dos metres d'alt i presenta una rastellera d'espitlleres. S'adossen dues masies tardanes i a la part central del llenç hi ha un portal, també més tardà però probablement a l'indret de l'entrada de la fortalesa, d'arc rebaixat. Altres restes molt malmeses de la muralla són visibles als sectors sud i nord.

## Història
La fortalesa està documentada el 1395.
El lloc de Peralta és esmentat en un document de l'any 844 però referint-se a l'antiga cel·la de Sant Climent de Peralta que es trobava a uns quilòmetres vers migdia del castell. Consta que l'any 1017 el monestir de Sant Esteve de Banyoles tenia possessions a Peralta. L'inventari que feu aixecar l'any 1395 dels béns de la casa de Cruïlles-Peratallada la senyora Elvira de Puigpardines, viuda de Gilabert de Cruïlles, començà amb l'enumeració de les jurisdiccions. Hi figura el "Castrum de Peralta cum suo honore" i, en altre lloc, el "Castrum sive locum de Peralta".